# Raja Ramanna
Raja Ramanna est un physicien et homme politique indien né le 28 janvier 1925 à Tumkur dans le Karnataka et décédé le 23 septembre 2004 à Bombay. Spécialiste de physique nucléaire, il a été associé au premier essai nucléaire de l'Inde en 1974.

## Biographe
Il a commencé ses études à Bishop Cotton Boys School, à Bangalore. Plus tard, il a passé un diplôme au Madras Christian College et était un habitant de St. Thomas's Hall. Raja Ramanna a obtenu son Doctorat et son LRSM à Londres. Il s'est spécialisé en physique nucléaire, physique de réacteur, conception, et en musique et philosophie européennes. Dr. Ramanna était aussi un pianiste réputé. 
Le Dr. Ramanna a été directeur du Bhabha Atomic Research Centre (BARC) pendant plus d’une décennie. Ce fut durant son mandat que l'Inde a réalisé son premier essai nucléaire à Pokharan en 1974, baptisé Operation Smiling Buddha. Il fut directeur-général de la Recherche pour la Défense et de l'Organisation de Développement (DRDO) et conseiller scientifique au ministre de la défense nationale. Il a été le Président de la 30e Conférence Générale de l'Agence internationale de l'énergie atomique. 
Il a été ministre délégué d'Union pour la défense dans 1990 dans le gouvernement de Vishwanath Pratap Singh. En 1997, il est devenu Membre du Parlement de l'Inde dans la chambre supérieure, le Rajya Sabha. Il a été aussi le premier directeur de National Institute of Advanced Studies à Bangalore.

## Fonctions
- Président, Conseil Gouvernant, Indian Institute of Science, Bangalore
- Conseil de Direction, Centre de Nehru de Jawaharlal pour la Recherche Scientifique Avancée, Bangalore
- Président, Conseil de Gouverneurs, Indian Institute of Technology de Bombay
- Président de l'Indian National Science Academy
- Vice-président de l'Indian Academy of Sciences
- Conseiller Scientifique au Ministre de la Défense
- Directeur-Général Defence Research and Development Organisation (DRDO)
- Secrétaire pour Recherche pour la Défense, Gouvernement de l'Inde, Atomic Energy Commission of India
- Secrétaire du Département d'Energie Atomique
- Directeur du Bhabha Atomic Research Centre
- Directeur de l'Institut National d'Études Avancées, le campus d'IISc, Bangalore

## Prix
- Padma Shri
- Padma Bhushan
- Padma Vibhushan

## Livre
- The Structure of Music in Raga and Western Systems